# 자전거 제동기

자전거 제동기(브레이크)는 자전거를 멈추거나 속도를 낮추는데 쓰는 부품이다. 제동기(브레이크)는 제동기(브레이크) 레버, 제동기(브레이크) 케이블, 제동장치로 구성되어 있다. 제동기 종류는 크게 나누어 림 브레이크, 디스크 브레이크, 드럼 브레이크 등이 있다. 자전거 휠이 알류미늄이라면 림 브레이크의 열변형이 없지만, 카본 휠이라면 휠에 열변형이 있을 수 있다. 디스크 브레이크는 열변형이 없고 제동력이 우수하다.

## 테 제동기
바퀴 테 부분에 설치하는 제동기로 보통 림 제동기, 림 브레이크(rim brake)로 부른다. 회전하는 자전거 바퀴 테를 제동기 패드로 마찰해서 속도를 늦추는 장치다. 패드는 가죽, 고무, 세라믹, 코르크 등의 재료로 만든다. 테 제동기는 자전거 손잡이에 붙은 제동기 레버를 누르는 힘으로 작동한다.
- 장점

가격이 싸고 가벼울 뿐 아니라 구조가 간단하여 유지관리가 쉽다.
- 단점

비가 오거나 해서 바퀴 테가 젖어 있을 때에는 미끄러워 제동력이 떨어진다. 진흙길이나 눈길 등에서는 바퀴 테와 제동기 사이에 흙이나 눈이 들어가 작동이 곤란한 경우가 있다.
악천후 때 타게 되면 패드에 이물질이 들어가 빨리 닳기 쉽다. 패드에 이물질이 끼거나 닳게되면 바퀴 테까지 닳기 쉽다.
긴 내리막 등에서 제동기를 계속해서 잡고 내려오면 마찰열로 테가 뜨거워지면서 타이어가 압력이 올라가 터지는 경우가 있다.

### 막대형

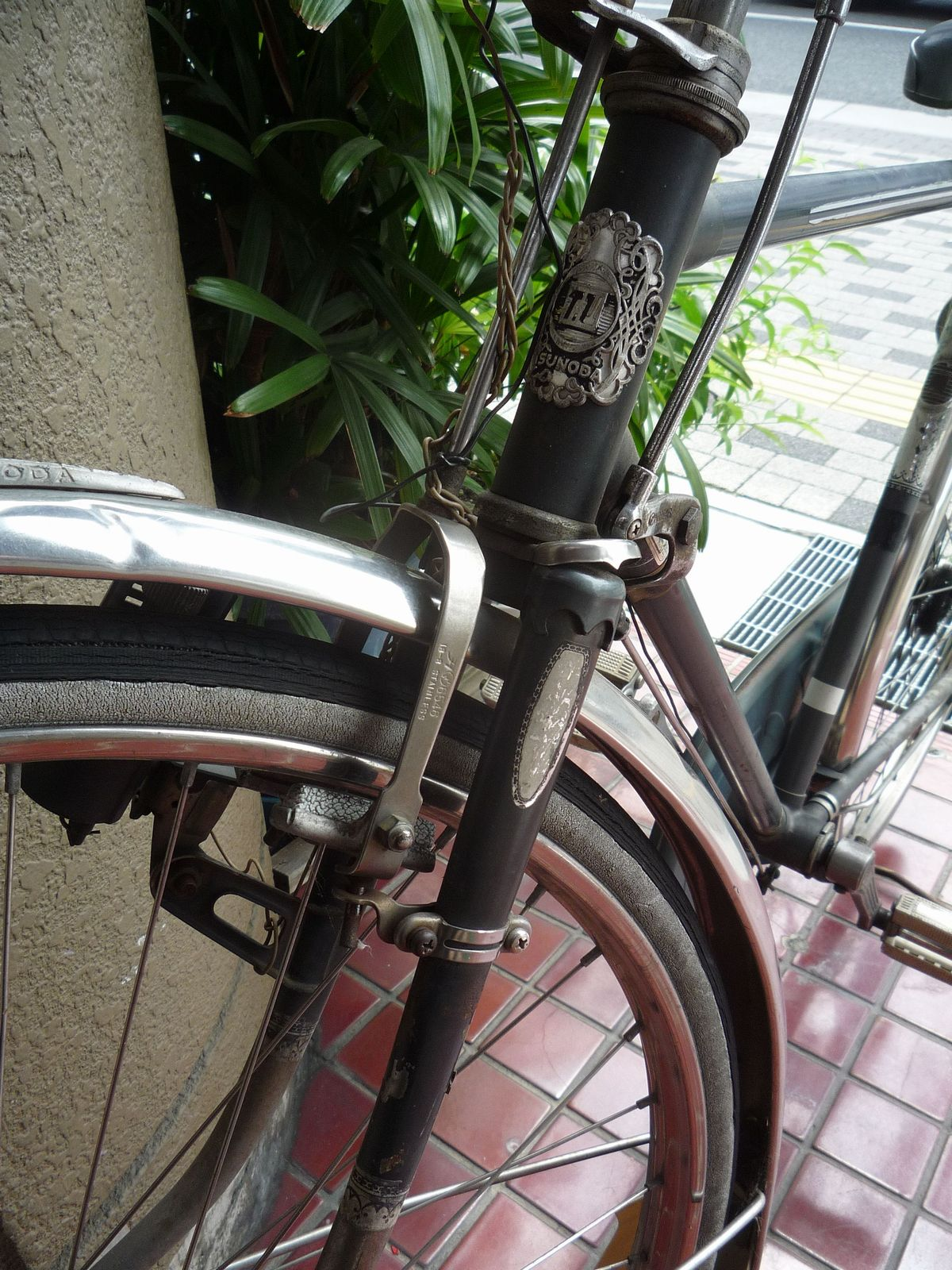
앞 바퀴에 단 막대 제동기

라드 브레이크(rod-actuated brake, rod brake)라고 부르며 레버와 제동 장치 사이에 쇠막대를 써서 패드를 조종 할 수 있도록 되어있다. 튼튼해서 화물 자전거(짐차)나 보통 생활 자전거에 많이 달려 있다.

### 캘러퍼형

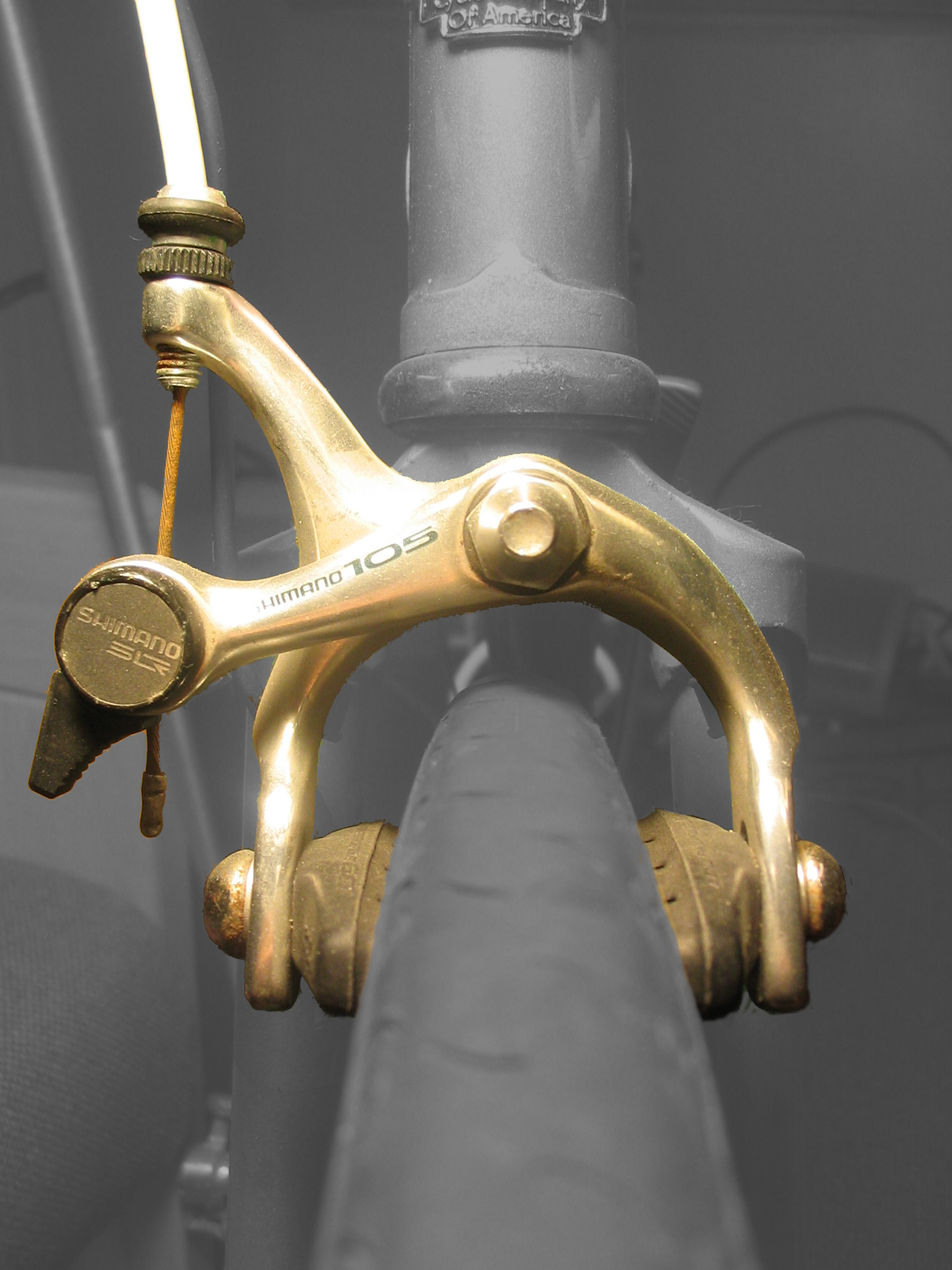
일축 측면당김 캘러퍼 브레이크

바퀴 위에 고정된 캘러퍼에 연결된 선을 당기면 테에 패드가 닿아 작동되는 방식이다. 바퀴가 넓어지면 팔길이 길어져야 하므로 산악 자전거 등 넓은 바퀴에서는 비효율적인 구조라서 도로 자전거와 고정 기어 자전거에 특히 많이 쓰인다.

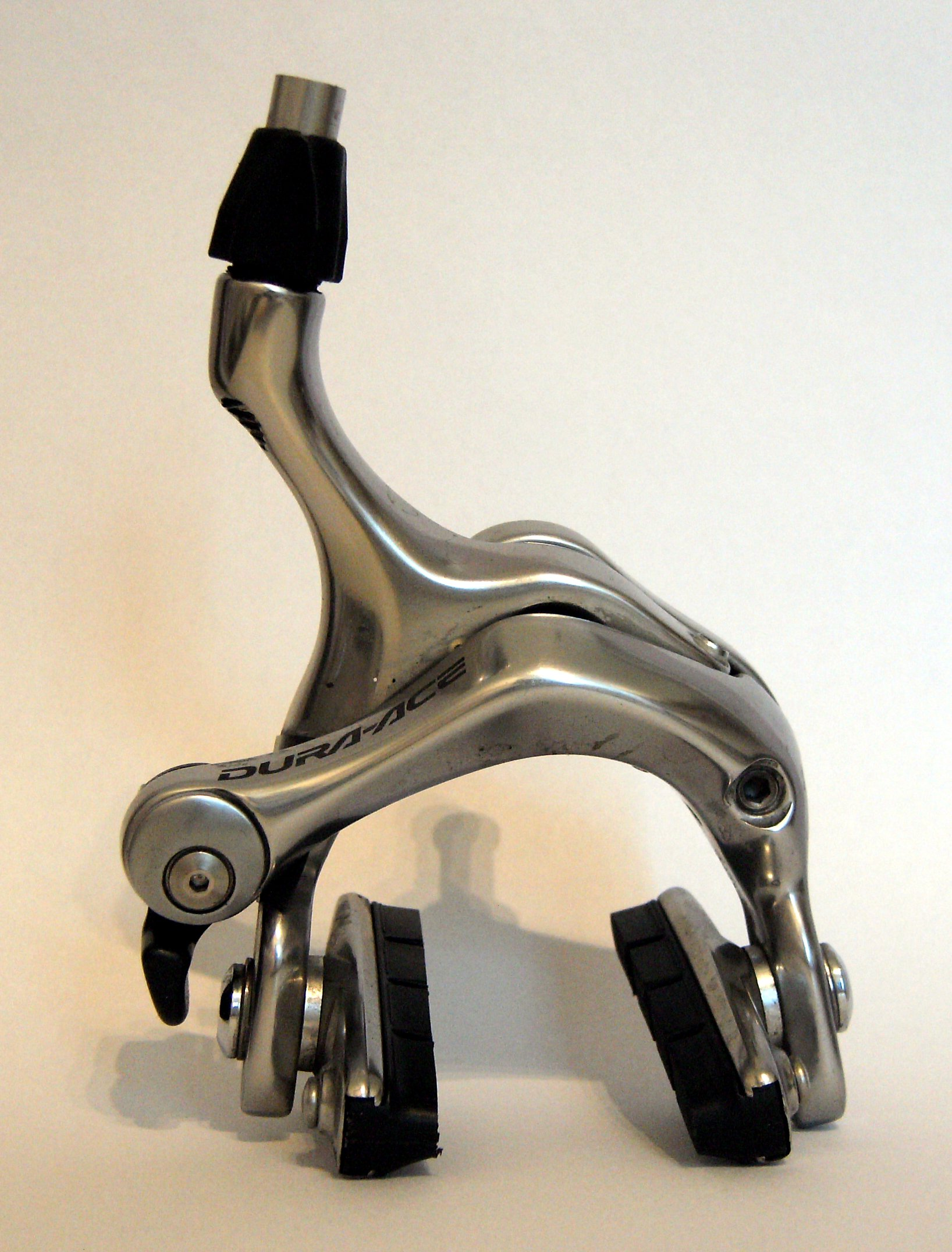
이축 캘러퍼 제동기

- 일축 측면당김 캘러퍼 제동기

- 이축 측면당김 캘러퍼 제동기

### 유형
유 브레이크(U-brakes)라고 부르며 프리스타일 BMX에 표준으로 쓰인다.

### 브이형

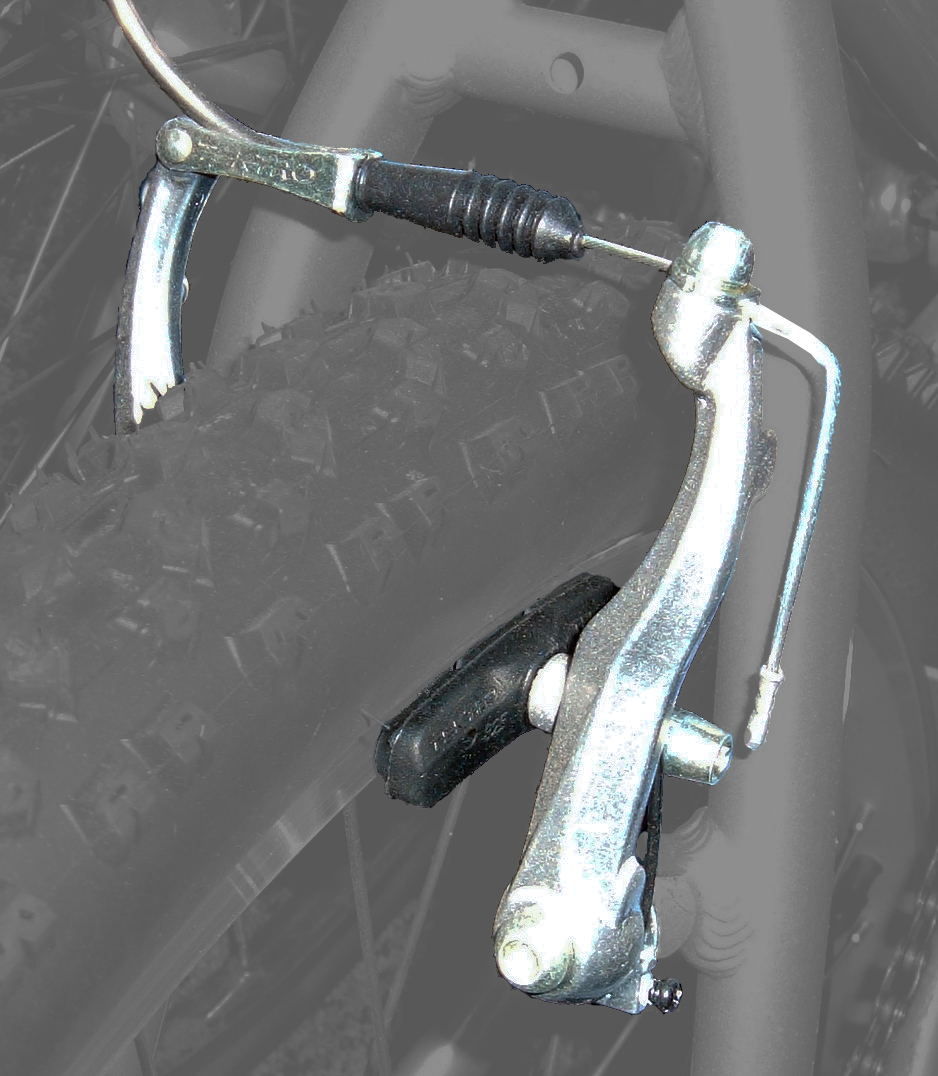
산악자전거 뒷바퀴에 설치된 수평당김 제동기

수평당김 제동기 혹은 직접당김 제동기, 보통은 시마노 등록상표인 브이 브레이크(V-brakes)라고 부른다. 플랫바 손잡이가 달린 산악자전거나 하이브리드 자전거에 잘 맞다.

### 롤러 캠형

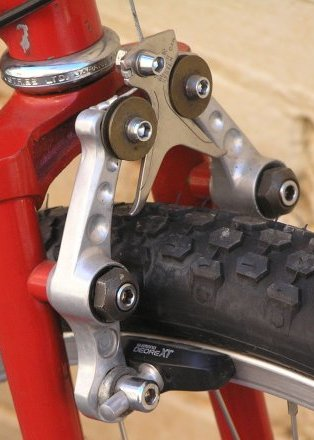
롤러 캠 앞 제동기

### 델타형

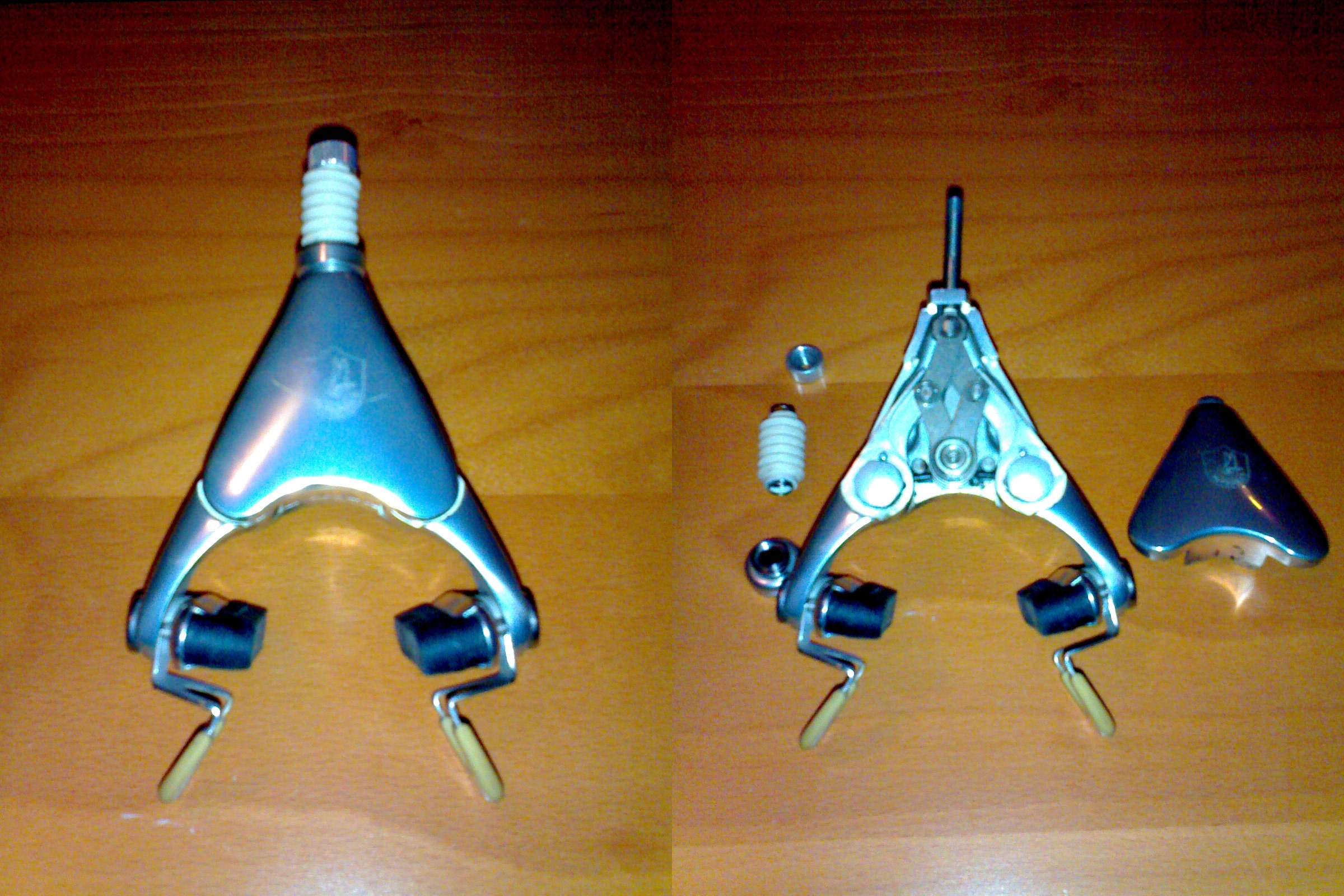
콤파놀로 델타 제동기

삼각형 모양으로 도로 자전거에 쓰이는 제동기이다.

## 판 제동기
쇠원판을 바퀴 축에 덧달아 그 원판을 마찰하는 패드를 설치한 구조로 디스크 브레이크(disc brake)로 부른다. 비교적 무거운 편이나 진흙 등 험한 길에도 쉽게 오염되지 않고 제동력이 확실하여 산악 자전거에 많이 쓰인다.

### 유압식
유압식은 브레이크 캐이블안에 기름이 들어있어 브레이크 레버를 당기면 기름의 압력으로 제동이 된다.

## 통 제동기
드럼 브레이크(drum brake)는 바퀴 축안에 있는 70 ~ 120mm 지름을 가진 원통 표면을 두개의 패드로 눌러 작동하는 방식이다. 미니벨로 등 생활형 자전거에 많다.
- 장점

둘러싸여 있어 우천이나 더러움에 강하다.
- 단점

복잡한 구조로 무거운 편이며 고치기가 어렵다.

## 코스터 제동기
코스터 브레이크(coaster brake), 백페달 브레이크(back pedal brake), 풋 브레이크(foot brake)는 1898년에 발명되었다. 바퀴 축 안에 프리휠과 함께 장착된 통 제동기의 일종으로 페달을 뒤로 굴리면 바퀴축 안에 내장된 브레이크 패드가 원통 안쪽을 눌러주며 제동하는 방식이다. 주로 어린이용 자전거나 비치크루저(Beach Cruiser)에 많이 쓰인다.
- 장점

허브 내부에 있어 우천이나 험한 날씨에도 잘 작동하고 별 다른 정비가 필요없다.
- 단점

뒷바퀴 축에만 설치되므로 미끌어지기 쉽다.

## 스푼 제동기
스푼 브레이크(spoon brake)는 19세기 초 자전거에 쓰이던 옛날 제동 방식이다. 패드로 앞 타이어 위를 누르는 방식으로 타이어가 많이 닳았다.

## 오리 제동기
덕 브레이크(duck brake)는 1897년 발명되었다.